# Mézhamisítás

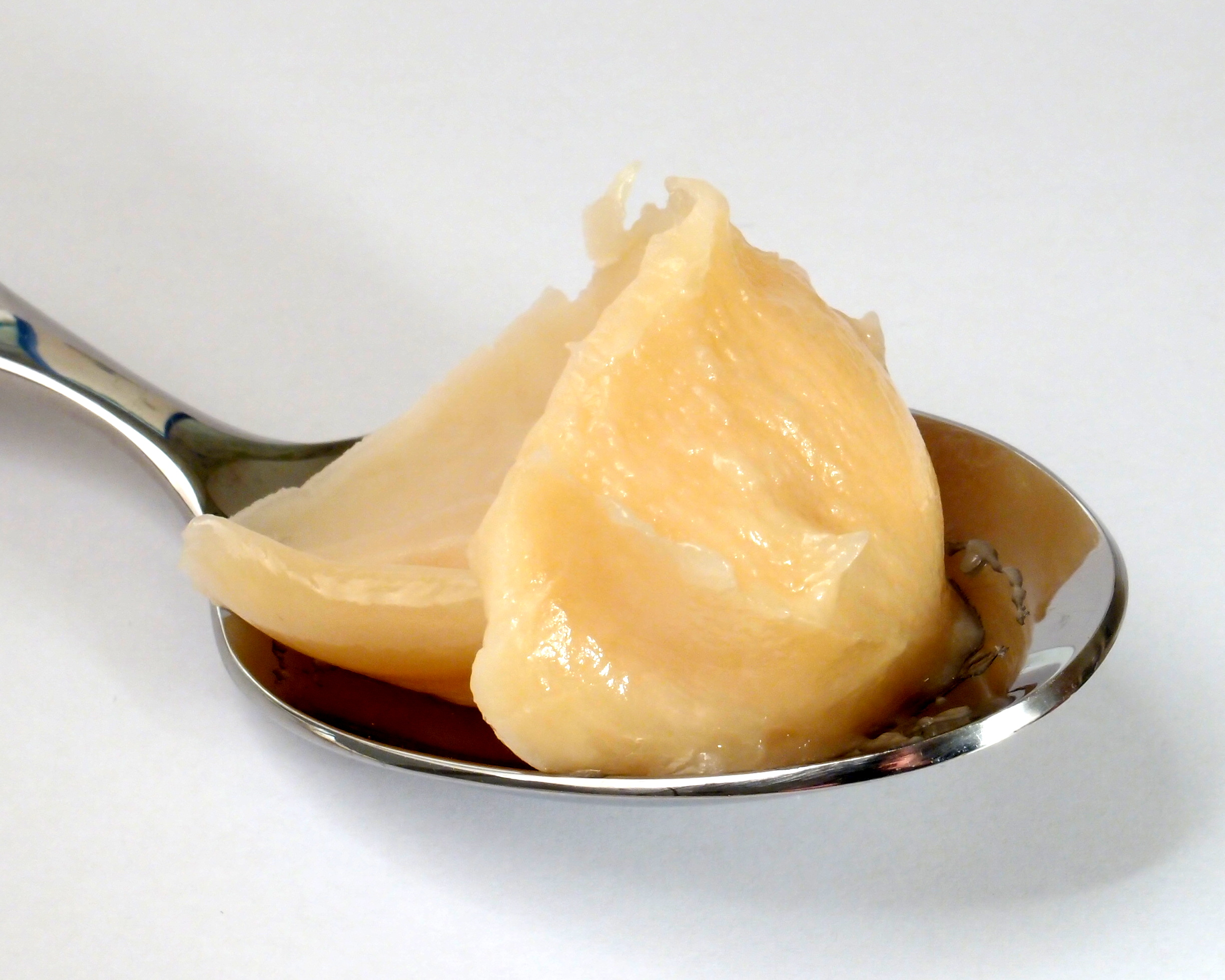
Kanalazhatóra főzött invertcukorszörp

A mézhamisítás azt jelenti, hogy méz gyanánt valami mást, vagy más fajtájú, esetleg rosszabb minőségű, például cukoretetésből származó, éretlen vagy mesterségesen érlelt mézet adnak el. Sokan azt hiszik, hogy a kristályos méz hamis, de ez tévedés. A tiszta akácméz megfelelő hőmérsékleten tartva akár évtizedekig nem kristályosodik, azonban a repce- és a napraforgóméz néhány nap alatt beáll. A vegyes virágméz kristályosodása összetételétől függ. Az édesharmatmézek gyorsan kristályosodnak. Sőt, sokszor a hamis méz kristályosodik nehezebben, mivel olyan cukrokat adtak hozzá. A hamisítás módszerei közül csak a vizezést vagy az éretlen mézet lehet könnyen felismerni az üveg megfordításával. A cukortartalom elemzéséhez laboratóriumi eszközök szükségesek.

## Módszerei
A méz hamisításának számít, ha az eladott mézbe cukoretetésből származó méz kerül; ha idegen anyagot adnak hozzá, és ezt nem tüntetik fel. A Magyar Élelmiszerkönyv szerint ha a mézhez más anyagokat adnak, akkor a termék nem nevezhető egyszerűen méznek. Mivel a hamisítás nyomainak egy része gyantás szűréssel eltüntethető, a gyantás szűrést az Európai Unió betiltotta.
A hamisítók régen lisztet és más tömítőanyagokat használtak, amiket a mézet felolvasztva fel lehetett ismerni. Mivel a cukrok felolvadnak, ugyanez a módszer nem lenne alkalmazható akkor sem, ha kristálycukrot adnának hozzá; sőt, mivel a vásárló gyanút fog a kristályos méz láttán, a hamisító felolvasztja a mézet, ami így látszólag ugyanolyan, mint egyébként; de lassabban kristályosodik, mivel a szacharóz lassítja a kristályosodást. A fruktóznak szintén van ilyen hatása, de mivel drágább, azért csak ritkán használják.
Kedvelt az izocukor használata, ami természetes formájában híg szirup, de a hamisítók felfőzik, hogy olyan sűrű legyen, mint a méz. A méhek nem hasznosítják az izocukrot, nem is hordják el az ilyen oldatot. Az izocukor nem egyféle cukor, hanem cukrok keveréke, többek között fruktózt és glükózt tartalmaz, de szoktak benne lenni más cukrok is. Kukoricakeményítő enzimes főzésével nyerik, és édesítésre használják.
Végeznek eredethamisítást is, ekkor a jobb minőségű mézet rosszabb minőségűvel keverik, hogy olcsóbban adhassák el. Ezt támogatja, hogy habár a legtöbb mezőgazdasági terméknek visszakövethetőnek kell lennie egészen a gazdáig, az Európai
Unió a mézzel nagyvonalú. Így a gyenge minőségű kínai mézzel kevert jó minőségű méz Európai Unióban és az Európai Unión kívüli országok mézeinek keverékeként forgalmazható.

## Felismerése
A szabályozás alapvetően csak az egészségre káros anyagok hozzáadását bünteti, habár vannak törekvések ennek megváltoztatására. Mindenesetre a leleplezett hamis mézeket kivonják a forgalomból.
Általában a hamis mézek illata, zamata nem egészen olyan, mint ami a méz fajtájától elvárható. Érzékszervi vizsgálattal gyanús lehet, habár ez még nem bizonyíték. Az OMME vizsgálata alapján a fogyasztók nem éreztek különbséget a nem hamisított és a hamis méz között.
A hamisítás leleplezésére a széntartalom izotóp-összetételét mérik, mivel különbözik a C3- és a C4-növények izotóp-összetétele. A cukornád és a kukorica C4-növény, a cukorrépa C3-növény. A fehérjék és a cukrok összetételét hasonlítják össze, és ha nagyon eltérnek, akkor az gyanús. A hamisítók ugyanis nem szoktak fehérjéket hozzáadni a mézhez, emiatt a különbség magyarázatra szorul. A tesztek pontossága olyan, hogy már 7% különbség is kimutatható. Emellett vegyelemzést is végeznek,  olyan cukrok kimutatására, amelyekből rendellenesen túl sok van.